# Филмски фестивал у Пули
Филмски фестивал у Пули (званични назив: Фестивал хрватског и европског филма; стари назив: Фестивал југословенског филма) је најстарији хрватски филмски фестивал који се од 1954. одржава једном годишње у Пули, у римском амфитеатру познатом као пулска Арена. У време постојања СФРЈ био је највиша годишња смотра филмске индустрије Југославије.

## Историја
Фестивал је утемељен 1954. године под називом Филмски фестивал, 1958. је променио назив у Фестивал југословенског филма, а 1961. у Фестивал југословенског филма у Пули. Убрзо по оснивању је постао најважнији национални филмски фестивал у СФР Југославији. 
Фестивал је стекао значајно међународно признање заједно с југословенском филмском индустријом која је наставила напредовати од шездесетих година. Многе филмске продукцијске компаније убрзо су затим основане широм Југославије, па је индустрија стварала око 20 нових играних филмова за националну дистрибуцију сваке године. 
Филмови су се такмичили за бројне награде на фестивалу, јер су категорије награда и концепт фестивала направљени по узору амерички Оскар. Упркос свему фестивал је често служио као лансирно место за нове филмове пре него што су приказивани у биоскопима широм земље, па је тако за разлику од Оскара, фестивал обично означавао почетак нове сезоне за филмове, а не њен завршетак.
Године 1991. фестивал је отказан због почетка рата у Хрватској и с њим повезаног распада Југославије. Фестивал је поновно покренут 1992. када је преименован у Филмски фестивал у Пули. Фестивал из 1992. године је био први који је у потпуности посвећен хрватским филмовима, пошто је јединствена југословенска филмска индустрија нестала заједно с СФРЈ.
Године 1995. је преименован и назван Фестивал хрватског филма, како би се нагласио искључиво хрватски карактер. Ипак, како се хрватска филмска индустрија показала недостатно продуктивном са само неколико нових наслова који су стварани сваке године, популарност фестивала брзо је нестала. Како би се то исправило, фестивал је 2001. године отворен за стране филмове и преименован у Фестивал хрватског и европског филма. Од тада до данас, осим приказивања хрватских филмских остварења, фестивал редовно нуди међународни програм као и многе јединствене тематске програме и ретроспективе.

## Награде
- Национални такмичарски програм: 
  - Велика Златна Арена за најбољи филм
  - Златна Арена за режију
  - Златна Арена за сценарио
  - Златна Арена за најбољу главну женску улогу
  - Златна Арена за најбољу главну мушку улогу
  - Златна Арена за најбољу споредну женску улогу
  - Златна Арена за најбољу споредну мушку улогу
  - Златна Арена за камеру
  - Златна Арена за монтажу
  - Златна Арена за музику
  - Златна Арена за сценографију
  - Златна Арена за костимографију

Жири може доделити и још три посебне Златне Арене: за маску, за тон и за специјалне ефекте у филму. 
- Међународни такмичарски програм:
  - Златна Арена за најбољи филм
  - Златна Арена за режију
  - Златна Арена за најбољу главну улогу

- Остале категорије:
- Награда Бреза за најбољег дебитанта из једне од горенаведених категорија
- Златна врата Пуле - награда публике за најбољи филм према гласовима публике у Арени
- Награда Октавијан - Хрватскога друштва филмских критичара за најбољи филм
- Награда Фабијан Шоваговић - Хрватскога друштва филмских критичара за посебни глумачки допринос хрватској кинематографији
- Награда Маријан Ротар - додељује се појединцима и установама који су подједнако својим идејама и делима спојили Пулу и филм
- Награда Владимир Назор - додељује је Министарство културе Републике Хрватске за животно дело на подручју филмске уметности.

## Славни гости
Особе који су посетили фестивал током његовог југословенског раздобља укључују: Орсона Велса, Софију Лорен, Ричарда Бартона, Елизабет Тејлор, Јула Бринера и многе друге. Југословенски председник Јосип Броз Тито такође је често био гост фестивала. 
Гости фестивала од 1992. године били су глумци попут Џона Малковича, Рејфа Фајнса, Бена Кингслија и др.